# 柳下毅一郎
柳下 毅一郎（やなした きいちろう、1963年12月30日 - ）は、日本の映画評論家、英米文学翻訳家、殺人研究家。自称「特殊翻訳家」（後述）。多摩美術大学造形表現学部映像演劇学科非常勤講師（映像芸術論）。

## 経歴・人物
大阪府生まれ。母親が熱心なSFファンであり、実家にあった大量のハヤカワSFシリーズと『SFマガジン』のバックナンバーを読む。
甲陽学院中学校・高等学校から東京大学理科一類を経て東京大学工学部建築学科卒業。東京大学在学中は、山形浩生と共に、「東京大学SF研究会」に属し、共同でウィリアム・バロウズについての研究ファンジン「バロウズ本」を作成し（北北西SF名義）、1988年のSFファンジン大賞の翻訳・紹介部門を受賞。卒業後、JICC出版局（のちの宝島社）に勤務し雑誌『宝島』等の編集者をへて、フリーに。町山智浩とは、『宝島』編集部時代の同僚であった。
「ガース柳下」や「曲守彦」の筆名を使うこともある（ただし「曲守彦」は、宝島社勤務時代に使った名前で、現在は使用されない）。
1993年以降、町山と共に仕事をするときは「ガース柳下」「ウェイン町山」の「ファビュラス・バーカー・ボーイズ（FBB）」を名乗ることが多い。なお、ウェイン、ガースは映画『ウェインズ・ワールド』（1992年）のボンクラ・コンビの名前である。「FBB」は映画『ファビュラス・ベイカー・ボーイズ』（1989年）から。
「特殊翻訳家」の謂いは、普通の翻訳家が手を出さない特殊な文献・文学作品を好んで翻訳することからで、「特殊漫画家」と自称した根本敬から影響を受けた自称である。
またサッカー愛好家でもあり、サイモン・クーパーをはじめサッカーについて政治的に論じた書の翻訳も行っている他、ヨコハマ・フットボール映画祭の審査委員長を2011年から2014年まで務める。
元妻は、サイレント映画伴奏者のピアニスト・柳下美恵。祖父は二・二六事件に中尉として参加し、禁錮四年を科された柳下良二。
日本推理作家協会会員。また、2021年4月より、日本SF作家クラブ会員。

## 著書

### 単著
- 『世界殺人鬼百選 / Ultimate Murder File』（ガース柳下名義、ぶんか社） 1996.9
- 『世界殺人ツアー 殺人現場の誘惑』（原書房） 1998.2、のち改題文庫化『殺人マニア宣言』（ちくま文庫） 2003.9
- 『愛は死より冷たい 映画嫌いのための映画の本』（洋泉社） 1998.9
- 『シー・ユー・ネクスト・サタデイ 完全収録 『激殺! 映画ザンマイ』』（ぴあ） 2003.10
- 『興行師たちの映画史 エクスプロイテーション・フィルム全史』（青土社） 2003.12
- 『シネマ・ハント ハリウッドがつまらなくなった101の理由』（エスクァイアマガジンジャパン） 2007.12
- 『新世紀読書大全 書評 1990 - 2010』（洋泉社） 2012.8
- 『皆殺し映画通信』（カンゼン） 2014.3
- 『皆殺し映画通信 天下御免』（カンゼン） 2015.10
- 『皆殺し映画通信 冥府魔道』（カンゼン） 2016.6
- 『柳下毅一郎の特殊な本棚』（本の雑誌社） 2016.2 - 電子書籍オリジナル
- 『皆殺し映画通信 地獄旅』（カンゼン） 2017.7
- 『皆殺し映画通信 骨までしゃぶれ』（カンゼン） 2018.3
- 『皆殺し映画通信 お命戴きます』（カンゼン） 2019.4
- 『皆殺し映画通信 御意見無用』（カンゼン） 2020.3
- 『皆殺し映画通信 地獄へ行くぞ!』（カンゼン） 2021.4
- 『皆殺し映画通信 あばれ火祭り』（カンゼン） 2022.4
- 『皆殺し映画通信 死んで貰います』（カンゼン） 2023.4

### 共著
- 『ファビュラス・バーカー・ボーイズの地獄のアメリカ観光』（町山智浩共著、洋泉社） 1999.1、のちちくま文庫
- 『コンプリート・チャールズ・マンソン チャールズ・マンソンとシャロン・テート殺人事件』（共著、コアマガジン） 1999.10
- 『ファビュラス・バーカー・ボーイズの映画欠席裁判』1 - 3（町山智浩共著、洋泉社） 2002 - 2007

3冊からセレクトして『ベスト・オブ・映画欠席裁判』（文春文庫）
- 『バッド・ムービー・アミーゴスの日本映画最終戦争 邦画バブル死闘編〈2007‐2008年版〉』（江戸木純, クマちゃん共著、洋泉社） 2009.3
- 『日本映画空振り大三振 ～ くたばれ! ROOKIES』（江戸木純, クマちゃん共著、洋泉社） 2010.6
- 『「監督失格」まで 映画監督・平野勝之の軌跡』（平野勝之共著、ポット出版） 2013.4
- 『雑食映画ガイド』（町山智浩, ギンティ小林共著、双葉社） 2013.4

### 編書
- 『ティム・バートン 期待の映像作家シリーズ』（キネマ旬報社） 2000.3

### 監修
- 『実録殺人映画ロードマップ』（洋泉社） 2004.4
- 『実録! マーダー・ウォッチャー 2005 summer issue』（洋泉社） 2005.7
- 『世界の作家32人によるワールドカップ教室』（マット・ウェイランド, ショーン・ウィルシー編、越川芳明共同監訳、白水社） 2006.5
- 『女優・林由美香』（直井卓俊, 林田義行編集、洋泉社） 2006.10
- 『凶悪犯罪の歴史』（ぶんか社文庫） 2008.2
- 『Murder Watcher 明治・大正・昭和・平成 実録殺人事件がわかる本』（洋泉社） 2008.6
- 『Murder Watcher 実録 この殺人はすごい!』（洋泉社） 2008.12
- 『Murder Watcher 殺人大パニック!!』（洋泉社） 2009.4
- 『実録殺人事件がわかる本 2010 spring マーダー・ウォッチャー vol.6』（洋泉社） 2010.2
- 『J・G・バラード短編全集1 時の声』（J・G・バラード、浅倉久志他訳、東京創元社） 2016.9
- 『J・G・バラード短編全集2 歌う彫刻』（J・G・バラード、浅倉久志他訳、東京創元社） 2017.1
- 『J・G・バラード短編全集3 終着の浜辺』（J・G・バラード、浅倉久志他訳、東京創元社） 2017.5
- 『J・G・バラード短編全集4 下り坂カーレースにみたてたジョン・フィッツジェラルド・ケネディ暗殺事件』（J・G・バラード、浅倉久志他訳、東京創元社） 2017.9
- 『J・G・バラード短編全集5 近未来の神話』（J・G・バラード、浅倉久志他訳、東京創元社） 2018.1

### 編訳
- 『ロバート・クラム BEST - Robert Crumb's troubles with women』（ロバート・クラム、河出書房新社） 2002.7
- 『蒸気駆動の少年』（ジョン・スラデック、大森望らと共訳、河出書房新社） 2008.2

## 翻訳
- 『クラッシュ』（J・G・バラード、ペヨトル工房） 1992、のち創元SF文庫
- 『ジム・モリスン 幻の世界』（フランク・リシャンドロ、JICC出版局） 1992.4
- 『クイーン・イズ・デッド モリッシー発言集』（モリッシー, ジョン・ロバートスン、JICC出版局） 1992.9
- 『遊星よりの昆虫軍X』（ジョン・スラデック、ハヤカワ文庫） 1992.12
- 『ラッシュ』（ジョン・レチー、白夜書房） 1993.5
- 『ニコ ラスト・ボヘミアン』（ジェームス・ヤング、宝島社） 1993.5
- 『ザ・パンク』（ギデオン・サムズ、PSC） 1994.12
- 『インナーヴューズ 映画作家は語る』（デヴィッド・ブレスキン、大栄出版） 1994.12
- 『オリジナル・サイコ 異常殺人者エド・ゲインの素顔』（ハロルド・シェクター、ハヤカワ文庫） 1995.2
- 『バド・ウィギンズ氏のおかしな人生』上・下（ブルース・ワグナー、扶桑社文庫） 1995.9
- 『饗 - カニバル』（コリン・ウィルソン, 佐川一政、翻訳・構成、竹書房） 1996.1
- 『すべてのリズムで踊れ LAラティーノの鳴動』（ルベン・マルティネス、白水社） 1996.2
- 『異形の愛』（キャサリン・ダン、ペヨトル工房） 1996.7、のち河出書房新社
- 『KIDS/キッズ』（ラリー・クラーク, ハーモニー・コリン、フィクション・インク） 1996.8
- 『インターネット中毒者の告白』（J・C・ハーツ、大森望共訳、草思社） 1996.11
- 『世界犯罪百科全書』（オリヴァー・サイリャックス、原書房） 1996.12
- 『オースティン・パワーズ』（マイケル・マッカラーズ、青山出版社） 1998.5
- 『バットマン: ダークナイト・リターンズ』（フランク・ミラー、小学館） 1998.5
- 『ジェフリー・ダーマー 死体しか愛せなかった男』（ブライアン・マスターズ、原書房） 1999.3
- 『コリン・マッケンジー物語』（デレク・A・スミシー、パンドラ） 1999.10
- 『イグジステンズ』（クリストファー・プリースト、竹書房文庫） 2000.4
- 『サッカーの敵』（サイモン・クーパー、白水社） 2001.3
- 『ネバーウェア』（ニール・ゲイマン、インターブックス） 2001.7
- 『パニック・ルーム』（ジェームズ・エリソン、ヴィレッジブックス） 2002.3
- 『クラフト=エビング変態性慾ノ心理』（R.v.クラフト=エビング、原書房） 2002.7
- 『ジェノサイドの丘 ルワンダ虐殺の隠された真実』上・下（フィリップ・ゴーレイヴィッチ、WAVE出版） 2003.6、のち新装版 2011
- 『アイデンティティー』（スティーヴン・ピジック、ヴィレッジブックス） 2003.10
- 『アヤックスの戦争 第二次世界大戦と欧州サッカー』（サイモン・クーパー、白水社） 2005.2
- 『バットマン ビギンズ』（デニス・オニール、SB文庫） 2005.6
- 『輝く断片』（シオドア・スタージョン、大森望編、大森望, 伊藤典夫共訳、河出書房新社） 2005.6
- 『世界の作家32人によるワールドカップ教室』（マット・ウェイランド, ショーン・ウィルシー編、越川芳明共監訳、白水社） 2006.5
- 『ブラザーズ・オブ・ザ・ヘッド』（ブライアン・オールディス、河出文庫） 2007.1
- 『人生の奇跡 J・G・バラード自伝』（J・G・バラード、東京創元社） 2010.10
- 『マッドマックス 怒りのデス・ロード(GRAFFICA NOVELS): COMICS & INSPIRED ARTISTS』（ジョージ・ミラー原作、誠文堂新光社） 2015.12
- 『ロデリック:(または若き機械の教育) 』（ジョン・スラデック、河出書房新社） 2016.2
- 『ナイトメア・アリー』（ウィリアム・リンゼイ・グレシャム、ハヤカワ・ミステリ文庫） 2022.1
- 『サンドマン 序曲』（ニール・ゲイマン, J・H・ウィリアムズIII、国書刊行会 / インターブックス） 2023.4 ISBN　978-4-924914-81-0

### ウィリアム・S・バロウズ
- 『おかま』（ウィリアム・S・バロウズ、山形浩生共訳、ペヨトル工房） 1988
- 『ソフトマシーン』（ウィリアム・S・バロウズ、曲守彦名義で山形浩生共訳、ペヨトル工房） 1989.8
- 『おぼえていないときもある』（ウィリアム・S・バロウズ、浅倉久志ほか共訳、ペヨトル工房） 1993
- 『ソフトマシーン』（ウィリアム・S・バロウズ、山形浩生共訳、河出文庫） 2004.6

### ジョン・ウォーターズ
- 『ジョン・ウォーターズの悪趣味映画作法』（ジョン・ウォーターズ、青土社） 1997.10、のち新版 2014.4
- 『ジョン・ウォーターズの悪趣味映画作法』（ジョン・ウォーターズ、青土社） 2004.6
- 『ジョン・ウォーターズの地獄のアメリカ横断ヒッチハイク』（ジョン・ウォーターズ、国書刊行会） 2022.1
- 『厄介者のススメ ジョン・ウォーターズの贈る言葉』（ジョン・ウォーターズ、フィルムアート社） 2022.8

### R・A・ラファティ
- 『地球礁』（R・A・ラファティ、河出書房新社） 2002.10、のち河出文庫
- 『宇宙舟歌』（R・A・ラファティ、国書刊行会） 2005.10
- 『第四の館』（R・A・ラファティ、国書刊行会） 2013.4

### ジーン・ウルフ
- 『ケルベロス第五の首』（ジーン・ウルフ、国書刊行会） 2004.7
- 『デス博士の島その他の物語』（ジーン・ウルフ、浅倉久志, 伊藤典夫共訳、国書刊行会） 2006.2
- 『ジーン・ウルフの記念日の本』（ジーン・ウルフ、酒井昭伸, 宮脇孝雄共訳、国書刊行会） 2015.5

### アラン・ムーア
- 『フロム・ヘル』上・下（アラン・ムーア, エディ・キャンベル、みすず書房） 2009.11
- 『プロメテア 1』（アラン・ムーア, J・H・ウィリアムズIII、小学館集英社プロダクション） 2014.5
- 『プロメテア 2』（アラン・ムーア, J・H・ウィリアムズIII、小学館集英社プロダクション） 2018.10
- 『ネオノミコン』（アラン・ムーア, ジェイセン・バロウズ他、国書刊行会） 2021.10
- 『プロビデンス Act1』（アラン・ムーア, ジェイセン・バロウズ、国書刊行会） 2022.11　ISBN 9784336072696
- 『プロビデンス Act2』（アラン・ムーア, ジェイセン・バロウズ、国書刊行会） 2023.5　ISBN 9784336072702
- 『プロビデンス Act3』（アラン・ムーア, ジェイセン・バロウズ、国書刊行会）2024.6　ISBN 9784336072719

## DVD
- 『20世紀の冷酷犯罪史 4枚組BOX』監修・解説、アーティストハウスエンタテインメント 2007年4月

## 配信

### YouTube
- BLACKHOLE - YouTubeチャンネル - 高橋ヨシキ、てらさわホークと共同のYouTubeチャンネル
- 月刊 映画言いたい放題大放談!（仮） - TV Bros.のYouTubeチャンネル内で定期的に行っている渡辺麻紀とのライブ配信

### ライブストリーミング・ポッドキャスト
- 『DOMMUNE RADIOPEDIA MOVIE CYPHER」（ムービーサイファー）』（2022年2月 - 毎月第4週木曜日） - ライブストリーミング・チャンネルDOMMUNEの番組。MCは柳下の他に三留まゆみ、高橋ヨシキ。毎月1回・木曜日にスタジオから生配信し、翌週の火曜日Amazon Musicのポッドキャストでアーカイブが配信される[6]。